# Mick Jagger
Sir Michael Philip Jagger (Dartford (Kent), 26 juli 1943) is een Brits rockmuzikant, acteur, schrijver, componist en producer, maar is het bekendst als zanger (en mondharmonicaspeler) van The Rolling Stones.

## Biografie
Jagger werd geboren in het Livingstone Hospital in East Hill, Dartford. Hij groeide op in een familie uit de middenklasse. Zijn vader, Basil "Joe" Jagger (6 april 1913 – 11 november 2006) was net zoals diens vader leerkracht. Zijn moeder, Eva (13 april 1913 – 18 mei 2000), een Australisch immigrante, was een actief lid van de Conservatieve Partij. Mick heeft nog een jongere broer, Chris Jagger, die ook actief is als muzikant. Na de middelbare school ging Jagger studeren aan de London School of Economics. Na een jaar liet hij de studie vallen om zich te richten op zijn carrière als zanger.
In deze tijd maakte hij nader kennis met Keith Richards. Beide mannen kenden elkaar uit hun jeugd, toen ze naar dezelfde school gingen. Nadat ze elkaar uit het oog verloren hadden, ontmoetten ze elkaar weer op een station. Jagger had tijdens die bewuste ontmoeting een aantal Rhythm-and-blues-platen onder zijn arm en Richards sprak hem hierover aan. Hun oude vriendschap werd hersteld en Richards en Jagger begonnen een bandje – Little Boy Blue and the Blue Boys – samen met Dick Taylor, die er al snel uitstapte, en Brian Jones. Ze hadden eerst geen platencontract, maar kregen dat wel toen Taylor werd vervangen door Charlie Watts, een jazzdrummer. Als bassist kozen de mannen Bill Wyman. De band ging een beetje rondtoeren in clubs en steden en in 1963 kwam hun eerste single uit: Come on, een cover van Chuck Berry. Ook kreeg de band een manager: Andrew Loog Oldham. De band tekende een contract bij het grote Decca Records.

## Solocarrière
Buiten de Stones heeft Jagger ook een solocarrière. Hij slaagde er niet in om solo dezelfde successen te behalen als met de Stones.
In 2011 verscheen een album waarbij Jagger als bandlid van de Band Superheavy fungeert.
Op 12 december 2003 werd Jagger geridderd door de Britse koningin Elizabeth II voor zijn 'diensten aan de muziek'. Zijn bandgenoot Keith Richards was niet onder de indruk en beschreef het als een triviale eer.

## Privéleven

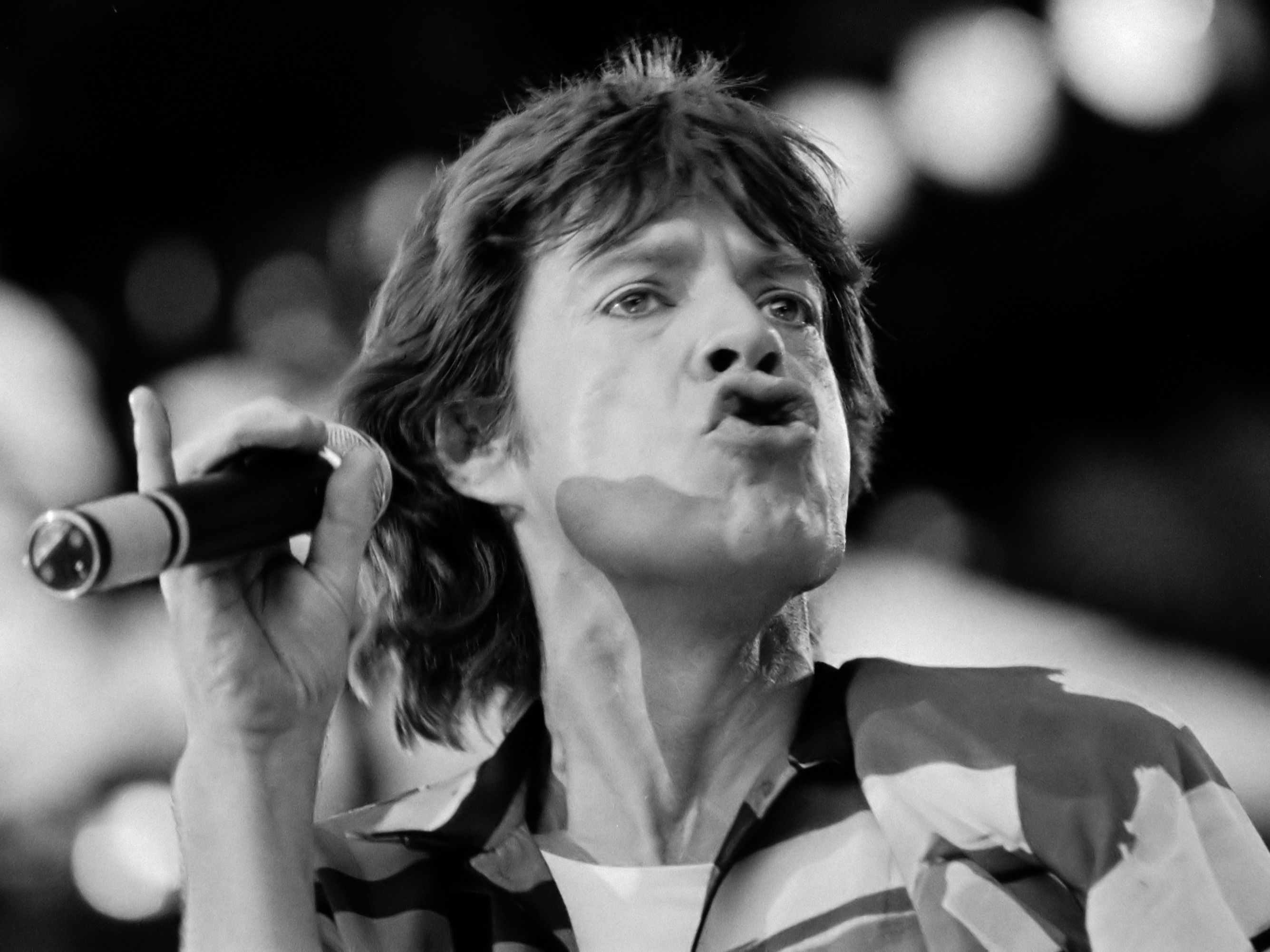
Mick Jagger (1982)

Jagger is eenmaal getrouwd geweest en heeft diverse andere relaties gehad. Tussen 1971 en 1978 was hij getrouwd met Bianca Pérez-Mora Macías. Tussen 1977 en 1999 had hij een relatie met Jerry Hall. Hij heeft acht kinderen (onder wie de modellen Jade, Lizzy en Georgia) bij vijf verschillende vrouwen. De oudste kreeg hij in 1970 met zangeres Marsha Hunt en de jongste werd geboren in 2016 uit een relatie met Melanie Hamrick. Vanaf 2001 woonde Jagger samen met L'Wren Scott tot haar onverwachte overlijden op 17 maart 2014. Zij was eveneens een model dat opviel door haar lichaamslengte: ze was 193 cm lang. In 2014 werd Jagger voor het eerst overgrootvader; zijn oudste kleindochter Assisi beviel van een dochter. Datzelfde jaar werd tevens zijn vijfde kleinkind geboren, via de pas grootmoeder geworden Jade.
Hij heeft verder relaties gehad met onder anderen Marianne Faithfull en Carla Bruni.

## Trivia

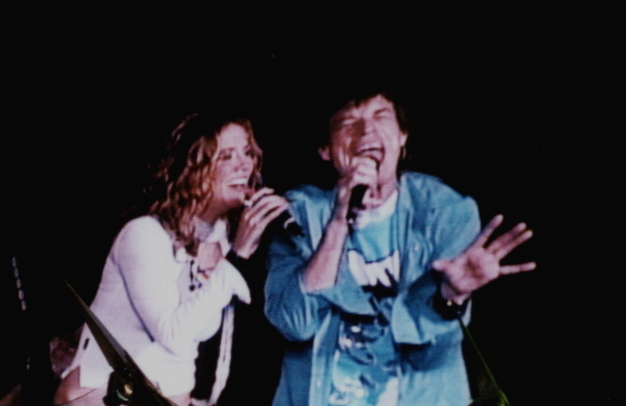
Sheryl Crow met Mick Jagger (2003)

- Bij gelegenheid leent Jagger zijn naam aan goede doelen of humanitaire projecten. In december 2008 werkte hij mee aan een (korte) film met de naam Gimme Shelter (ontleend aan het gelijknamige nummer van The Rolling Stones en de gelijknamige eerdere film), die werd uitgebracht met acteur-regisseur Ben Affleck om een bedrag van 23 miljoen dollar in te zamelen voor de VN-Vluchtelingenorganisatie UNHCR, met name voor schoon water en noodhulp voor de naar schatting 250.000 vluchtelingen in het oosten van de Democratische Republiek Congo. De opnamen waren in november 2008 gemaakt in de Congolese provincie Noord-Kivu, en voorzien van het geluid van de gelijknamige song van het Stones-album Let It Bleed (1969), waarvan het gebruik werd toegestaan voor deze campagne. De film werd geregisseerd door Ben Affleck en geschoten door John Toll.[5][6]

- Het nummer Moves like Jagger van Maroon 5 en Christina Aguilera gaat over Mick Jagger. Hij komt zelf regelmatig voor in de clip.

- Mick Jagger leerde dansen van Tina Turner. In een interview met Oprah Winfrey zei Turner dat ze Mick Jagger een paar dansmoves leerde, en sindsdien doet hij niets anders dan die dansmoves gebruiken.

- Op 13 juni 2022 moest een optreden van de Rolling Stones in de Johan Cruijff ArenA op het laatst worden afgelast wegens een positieve coronatest van Mick Jagger. Een boze fan uitte haar frustratie:  „Ik ga voortaan naar Frans Bauer, die is tenminste wel gezond”. Toen het concert op 7 juli 2022 wel doorging, refereerde Jagger hieraan met de grap aan het begin van het optreden: „Fijn dat jullie hier zijn en niet bij Frans Bauer”.

## Discografie
Zie ook discografie The Rolling Stones.

Zie ook discografie SuperHeavy.

### Albums
| Album met eventuele hitnotering(en) in de Nederlandse Album Top 100 | Datum van verschijnen | Datum van binnenkomst | Hoogste positie | Aantal weken | Opmerkingen                                              |
| ------------------------------------------------------------------- | --------------------- | --------------------- | --------------- | ------------ | -------------------------------------------------------- |
| Jamming with Edward                                                 | 07-01-1972            | 11-03-1972            | 14              | 4            | Met Bill Wyman, Charlie Watts, Nicky Hopkins & Ry Cooder |
| She's the Boss                                                      | 21-02-1985            | 09-03-1985            | 2               | 19           |                                                          |
| Primitive Cool                                                      | 14-09-1987            | 26-09-1987            | 5               | 11           |                                                          |
| Wandering Spirit                                                    | 09-02-1993            | 20-02-1993            | 3               | 26           |                                                          |
| Goddess in the Doorway                                              | 19-11-2001            | 01-12-2001            | 11              | 8            |                                                          |
| Alfie                                                               | 18-10-2004            | -                     |                 |              | Met David A. Stewart / Soundtrack Alfie                  |
| The Very Best of Mick Jagger                                        | 01-10-2007            | 06-10-2007            | 27              | 9            | Verzamelalbum                                            |

| Album met hitnotering(en) in de Vlaamse Ultratop 200 albums | Datum van verschijnen | Datum van binnenkomst | Hoogste positie | Aantal weken | Opmerkingen   |
| ----------------------------------------------------------- | --------------------- | --------------------- | --------------- | ------------ | ------------- |
| Goddess in the Doorway                                      | 2001                  | 01-12-2001            | 23              | 3            |               |
| The Very Best of Mick Jagger                                | 2007                  | 13-10-2007            | 51              | 4            | Verzamelalbum |

### Singles
| Single met eventuele hitnotering(en) in de Nederlandse Top 40 | Datum van verschijnen | Datum van binnenkomst | Hoogste positie | Aantal weken | Opmerkingen                                                                      |
| ------------------------------------------------------------- | --------------------- | --------------------- | --------------- | ------------ | -------------------------------------------------------------------------------- |
| Memo from Turner                                              | 1970                  | 14-11-1970            | 5               | 9            | Nr. 2 in de Hilversum 3 Top 30 / Alarmschijf                                     |
| (You Gotta Walk) Don't Look Back                              | 1978                  | 06-01-1979            | 1(3wk)          | 14           | Met Peter Tosh / Nr.1 in de Nationale Hitparade en TROS Top 50                   |
| State of Shock                                                | 1984                  | 30-06-1984            | 8               | 8            | Met The Jacksons / Nr.3 in de Nationale Hitparade / TROS Paradeplaat Hilversum 3 |
| Just Another Night                                            | 1985                  | 09-02-1985            | 4               | 11           | Nr.8 in de Nationale Hitparade / Nr.5 in de TROS Top 50                          |
| Lucky in Love                                                 | 1985                  | 04-05-1985            | tip6            | -            | Nr. 40 in de Nationale Hitparade                                                 |
| Dancing in the Street                                         | 1985                  | 31-08-1985            | 1(2wk)          | 13           | Met David Bowie / Nr.1 in de Nationale Hitparade en TROS Top 50                  |
| Let's Work                                                    | 1987                  | 12-09-1987            | 6               | 8            | Nr. 8 in de Nationale Hitparade Top 100 / Veronica Alarmschijf Radio 3           |
| Say You Will                                                  | 1987                  | -                     |                 |              | Nr. 84 in de Nationale Hitparade Top 100                                         |
| Sweet Thing                                                   | 1993                  | 07-02-1993            | 17              | 6            | Nr. 15 in de Mega Top 50                                                         |
| Don't Tear Me Up                                              | 1993                  | 24-04-1993            | 19              | 5            | Nr. 31 in de Mega Top 50 / Alarmschijf                                           |
| God Gave Me Everything                                        | 2001                  | 24-11-2001            | tip4            | -            | Met Lenny Kravitz / Nr. 54 in de Mega Top 100                                    |
| Visions of Paradise                                           | 2002                  | 09-03-2002            | tip20           | -            |                                                                                  |
| Lonely Without You (This Christmas)                           | 2004                  | 11-12-2004            | tip20           | -            | Met Joss Stone                                                                   |
| Old Habits Die Hard                                           | 2005                  | -                     |                 |              | Met Dave Stewart / Nr. 50 in de Mega Top 50                                      |

| Single met hitnotering(en) in de Vlaamse Ultratop 50 | Datum van verschijnen | Datum van binnenkomst | Hoogste positie | Aantal weken | Opmerkingen                                   |
| ---------------------------------------------------- | --------------------- | --------------------- | --------------- | ------------ | --------------------------------------------- |
| Memo from Turner                                     | 1970                  | -                     |                 |              | Nr. 16 in de Radio 2 Top 30                   |
| (You Gotta Walk) Don't Look Back                     | 1978                  | -                     |                 |              | Met Peter Tosh / Nr. 2 in de Radio 2 Top 30   |
| State of Shock                                       | 1984                  | -                     |                 |              | Met The Jacksons / Nr. 6 in de Radio 2 Top 30 |
| Just Another Night                                   | 1985                  | -                     |                 |              | Nr. 6 in de Radio 2 Top 30                    |
| Lucky in Love                                        | 1985                  | -                     |                 |              | Nr. 29 in de Radio 2 Top 30                   |
| Dancing in the Street                                | 1985                  | -                     |                 |              | Met David Bowie / Nr. 2 in de Radio 2 Top 30  |
| Let's Work                                           | 1987                  | -                     |                 |              | Nr. 8 in de Radio 2 Top 30                    |
| Say You Will                                         | 1987                  | -                     |                 |              | Nr. 22 in de Radio 2 Top 30                   |
| Sweet Thing                                          | 1993                  | -                     |                 |              | Nr. 15 in de Radio 2 Top 30                   |
| Don't Tear Me Up                                     | 1993                  | 22-05-1993            | 39              | 1            | Nr. 28 in de Radio 2 Top 30                   |
| Old Habits Die Hard                                  | 2005                  | 15-01-2005            | tip10           | -            | Met Dave Stewart                              |
| T.H.E. (The Hardest Ever)                            | 21-11-2011            | 24-11-2011            | tip5            | -            | Met will.i.am & Jennifer Lopez                |

### NPO Radio 2 Top 2000
| Nummers met noteringen in de NPO Radio 2 Top 2000 | '99 | '00  | '01  | '02  | '03  | '04  | '05  | '06  | '07  | '08  | '09  | '10 | '11 | '12  | '13  | '14 | '15  | '16 | '17 | '18 | '19 | '20 | '21 | '22  | '23 | '24 |
| ------------------------------------------------- | --- | ---- | ---- | ---- | ---- | ---- | ---- | ---- | ---- | ---- | ---- | --- | --- | ---- | ---- | --- | ---- | --- | --- | --- | --- | --- | --- | ---- | --- | --- |
| Dancing in the Street (met David Bowie)           | 641 | -    | 723  | 780  | 997  | 816  | 926  | 1045 | 1090 | 967  | 824  | 806 | 939 | 1371 | 1054 | 988 | 1028 | 523 | 830 | 961 | 937 | 842 | 915 | 1030 | 981 | 986 |
| Don't Look Back (met Peter Tosh)                  | -   | 1487 | 1809 | 1800 | 1929 | 1800 | 1750 | 1785 | -    | 1933 | 1997 | -   | -   | 1240 | -    | -   | -    | -   | -   | -   | -   | -   | -   | -    | -   | -   |
| Memo from Turner                                  | -   | 1723 | -    | -    | -    | -    | -    | -    | -    | -    | -    | -   | -   | -    | -    | -   | -    | -   | -   | -   | -   | -   | -   | -    | -   | -   |

1. ↑  Een '-' betekent dat het nummer niet was genoteerd en een vetgedrukt getal geeft de hoogste notering van een nummer aan.

## Filmcarrière
Behalve dat Jagger muzikant is heeft hij ook een filmcarrière weten op te bouwen. Hij speelde mee in de volgende films:
1. The Burnt Orange Heresy (2019)
2. Mayor of the Sunset Strip (documentaire, 2003)
3. The Man from Elysian Fields (2001)
4. Enigma (2001, Duitse titel: Enigma – Das Geheimnis)
5. Mein liebster Feind - Klaus Kinski (documentaire, 1999, Engelse titel: My Best Fiend)
6. Saturday Night Live: The Best of Mike Myers (documentaire, 1998)
7. Bent (1997)
8. Freejack (1992)
9. The Nightingale (een aflevering uit de anthologieserie Faerie Tale Theatre, 1983)
10. Wings of Ash: Pilot for a Dramatization of the Life of Antonin Artaud (korte film, 1978)
11. Umano non umano (documentaire, 1972)
12. Ned Kelly (1970)
13. Performance (1970)